# Ölberg-Kreuz
Das Ölberg-Kreuz wurde am 24. Dezember 1909 durch Prinz Eitel Friedrich von Preußen zur Erinnerung an die Gründung der Kaiserin Auguste Victoria-Stiftung auf dem Ölberg bei Jerusalem gestiftet und konnte an Männer und Frauen verliehen werden, die sich um die Stiftung verdient gemacht haben.
Das Ordenszeichen ist ein aus vergoldetem Silber gefertigtes Jerusalemkreuz aus einem rot emaillierten Kruckenkreuz und vier schwarz emaillierten griechischen Kreuzen mit in der Mitte aufgelegtem weißen Johanniterkreuz.
Getragen wurde das Ölberg-Kreuz an einem weißen Band.